# AuroraUX
AuroraUX — Unix-подобная операционная система на основе ядра DragonFly BSD, поставляемая с собственным набором приложений, библиотек и инструментов, написанных в большинстве своём на языке Ада. Ранее проект основывался на OpenSolaris.
Целью проекта AuroraUX является создание надёжной и отказоустойчивой операционной системы. Для этого был выбран язык Ада в качестве основного, для разработки компонентов ОС и приложений.
Язык Ада является высоконадёжным языком программирования, применяющемся во встроенных системах и системах реального времени, в частности, в самолётостроении, в военной и космической аппаратуре. Также AuroraUX поддерживает Cyclone, C и C++. Язык Cyclone был разработан в качестве замены C, чтобы избежать переполнений буфера и других неприятностей, возникающих при разработке программ на C. В качестве скриптового языка AuroraUX использует Falcon. Fortran также поддерживается из-за его применения в вычислениях и в научной сфере.
В состав AuroraUX входят:
- Система управления пакетами Hydra Package Manager, написанная на Аде;
- Командная оболочка DeltaSH, написанная на Аде;
- X.Org Ada X Server;
- Программы:
  - Дисплейные менеджеры (в том числе Xi Login Manager, написанный на Аде);
  - Файловый менеджер AUX;
  - Менеджер образов Xen AUre;
  - Оконный менеджер Awesome.

Кроме того, в состав AuroraUX входит набор библиотек, переписанных на Аде, в том числе: libz, libpng.
На данный момент имеется только Alpha-версия (недоступная ссылка) для x86-64. В будущем планируется перенести её на SPARC, PowerPC, MIPS и ARM.
Не позднее чем с начала 2012 года сайт проекта стал недоступен.